# Tandzia
Tandzia (en georgiano: ტანძია; en azerí: Tağılı) es un pueblo de Georgia ubicado en el centro de la región de Baja Iberia, siendo parte del municipio de Bolnisi.

## Geografía
Tandzia está en el valle del río Jrami, a 16 km de Bolnisi.

## Demografía
Según el censo de 2014, los georgianos constituían el 99% de la población en Tandzia.

## Infraestructura

### Arquitectura, monumentos y lugares de interés
Hay un museo literario en Tandzia, que presenta varios materiales relacionados con Suljan-Saba Orbeliani y que conserva pinturas, obras del poeta, documentos varios, trabajos científicos, etc. También en el pueblo se encuentra la iglesia de San Nicolás, construida en 1683 por Orbeliani.

## Personas ilustres
- Suljan-Saba Orbeliani (1658-1728): príncipe, monje y escritor georgiano, tutor del futuro rey Vajtang VI de Kartli.